# Guillaume Delorme
Guillaume Delorme (* 31. Mai 1978) ist ein französischer Schauspieler.

## Leben
Delorme absolvierte von 1999 bis 2001 eine Schauspielausbildung an der Schauspielschule Cours Florent in Paris.
Seit 2002 übernahm Delorme Rollen in Kinofilmen, im Fernsehen und bei Theaterproduktionen. Seine erste Rolle spielte er ab 2002 als Barthélémy Berger in der französischen Fernsehserie La vie devant nous unter der Regie von Vincenzo Marano. Es folgte von 2003 bis 2004 die Rolle des Antoine in der Fernsehserie Dock 13. Er hatte Episodenhauptrollen in den Serien Maigret, Julie Lescaut und Commissaire Cordier. Von 2007 bis 2009 spielte er in mehreren Folgen der Polizeiserie SoeurThérèse.com die Rolle des Polizeischülers Brice. 
2009 übernahm er in der Fernsehserie La vie est à nous wieder eine durchgehende Serienhauptrolle. Er verkörperte die Rolle von Alex, eines ewigen Studenten, der sich mit Gelegenheitsjobs über Wasser hält und schließlich gemeinsam mit einer viel älteren Geschäftsfrau durchbrennt.
Im Kino war er 2007 in der Tragikomödie Un château en Espagne von Isabel Doval zu sehen.
2005 spielte Guillaume Delorme am Théâtre Rive Gauche und am Théâtre des Bouffes-Parisiens in dem Theaterstück Les Amazones von Jean-Marie Chevret. Mit diesem Stück ging Delorme auch auf Tournee durch Frankreich, Belgien und die Schweiz.
Größere Bekanntheit auch in Deutschland erlangte Delorme vor allem durch den ARD-Fernsehfilm Romy, einem biographischen Filmporträt über die Schauspielerin Romy Schneider, wo er an der Seite von Jessica Schwarz in der Titelrolle die Rolle des jungen Alain Delon spielte. 
Delorme wirkte auch in einigen Kurzfilmen mit, unter anderem 2003 in La Faucheuse und 2005 in Parhannoya, bei dem er auch selbst Regie führte.

## Filmografie
- 2002: La vie devant nous (Fernsehserie)
- 2003: La Faucheuse
- 2003–2004: Dock 13 (Fernsehserie)
- 2004: Maigret (Fernsehserie, Folge Maigret chez le docteur)
- 2005: Julie Lescaut (Fernsehserie, Folge Mission spéciale)
- 2005: Parhannoya
- 2007: Commissaire Cordier (Fernsehserie, Folge Attaque au fer)
- 2007: Un château en Espagne
- 2007–2009: SœurThérèse.com (Fernsehserie)
- 2009: La vie est à nous (Fernsehserie, 15 Folgen)
- 2009: Romy (Fernsehfilm)
- ab 2019: Plus belle la vie (Fernsehserie)